# Bernhard Gothic
Bernhard Gothic ist eine geometrische Sans-Serif-Schrift. Sie umfasst die Schriftschnitte Regular, Medium, Bold und Black. Lucian Bernhard entwarf sie zwischen 1929 und 1930 für die American Type Founders (ATF).
Bernhard Gothic ist organischer als andere geometrische sans-serif Schrifttypen, wie beispielsweise Futura, Kabel,
und Century Gothic.